# 哈根巴赫河
51°51′54.2″N 7°21′29.3″E / 51.865056°N 7.358139°E
哈根巴赫河（德語：Hagenbach），是德國的河流，位於該國西部，處於北萊茵-威斯特法倫州，屬於克洛伊特巴赫河的左支流，河道全長10.3公里，流域面積25.4平方公里。